# Cuaespinós pitestriat
El cuaespinós pitestriat (Synallaxis cinnamomea) és una espècie d'ocell de la família dels furnàrids (Furnariidae).
Viu al sotabosc de boscos oberts, normalment a prop de l'aigua, a turons i muntanyes del nord i nord-est de Colòmbia, oest i nord de Veneçuela i Trinitat i Tobago.